# Přemysl Plugarul
Přemysl Plugarul (în cehă Přemysl Oráč, de asemenea Primislas, Primizl, Premizl, Przyemisl, Prziemysl, Przemysl, Primyal, Przimysl, Przymisl) este strămoșul mitic al conducătorilor Boemiei din Dinastia Přemyslid. Mitul se bazează pe două surse medievale: Legenda creștină, presupus a fi fost scrisă în secolul al X-lea, și Chronica Boemorum, scrisă de Cosma din Praga la începutul secolului al XII-lea. Povestea lui Přemysl este cunoscută și în „Vechile legende boeme” scrisă de Alois Jirásek. Creată în 1894, această lucrare a prelucrat informațiile din cronica lui Cosma și legendele literare dezvoltate de-a lungul secolelor din povestirile ei.

## Conținut
În cea mai veche versiune scrisă a „Legendei creștine” (Kristiánova legenda), Boemia a fost lovită de o epidemie de ciumă. După sfatul unei prezicătoare oamenii găsesc un înțelept cu numele de Přemysl - un plugar care se ocupa doar cu aratul câmpului. Căsătoria plugarului cu prezicătoarea și întemeierea orașului Praga scapă țara de ciumă. De atunci toți prinții Boemiei provin din familia lui Přemysl.

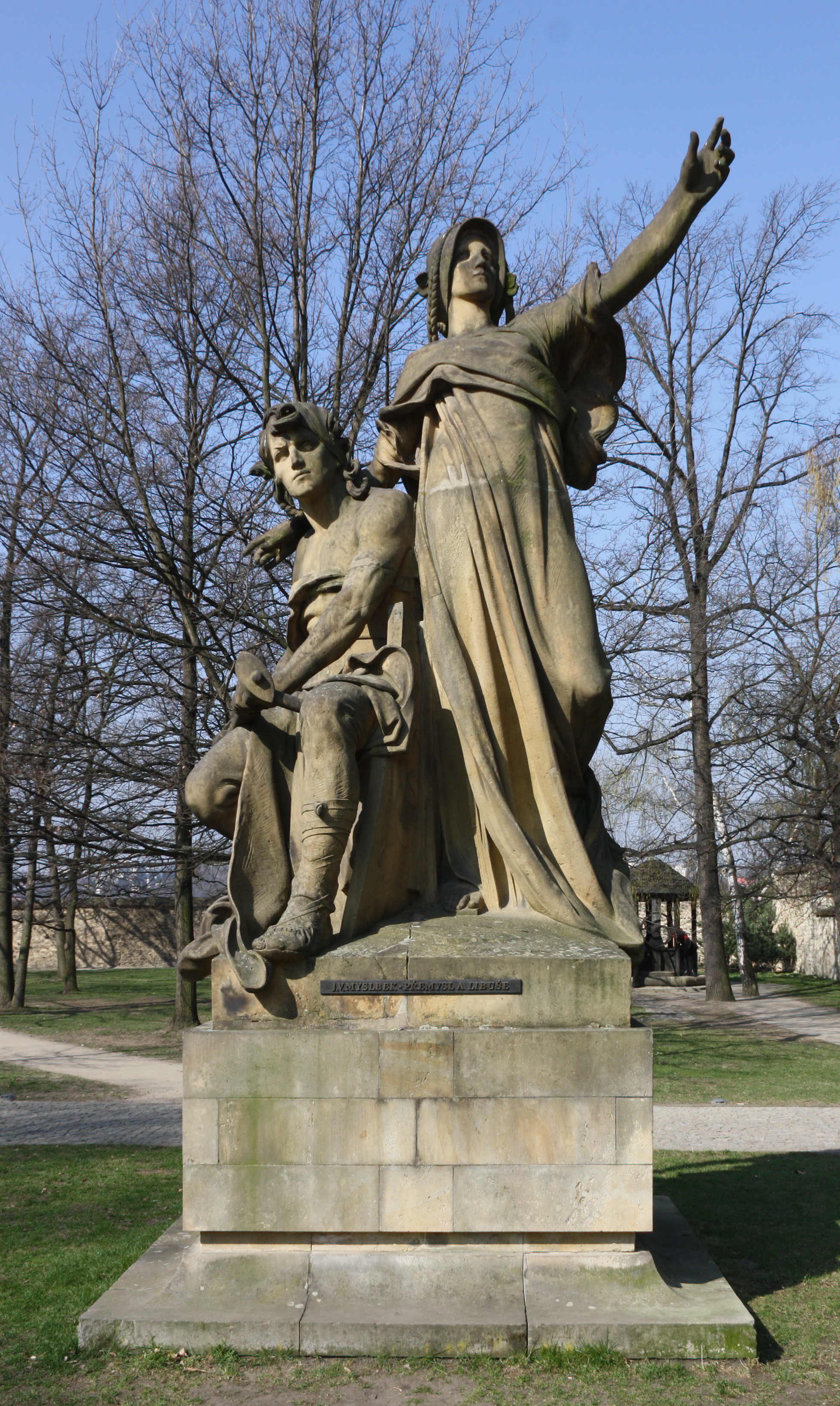
Přemysl și Libuše (copia din Vyšehrad a sculpturi lui Josef Václav Myslbek; originalul a fost creat în 1881–1890)

Versiunea cronicii lui Cosma din Praga oferă o variantă mult mai detaliată. Cronicarul Cosma este primul care a menționat numele prezicătoarei ca fiind Libuše și despre care spune că a devenit judecătoare și succesoare a tatălui ei, conducătorul Krok (un personaj de legendă). El povestește despre o dispută judiciară în cursul căreia conducătorii altor familii pun sub semnul întrebării afirmația lui Libuše. Ea prezisese că poporul își va pierde libertatea și va regreta dacă un bărbat va ajunge la guvernare în locul unei femei. Cu toate acestea, ea acceptă să se căsătorească și să renunțe la conducere. Calul ei le arată mesagerilor drumul pe care îl vor găsi în cele din urmă pe Přemysl acolo unde prezisese Libuše: pe râul Bílina în Řehlovice (lângă orașul de astăzi Ústí nad Labem), unde acesta își ara câmpul cu doi boi. Animalele dispar la semnul lui, Přemysl își înfige toiagul de alun în pământ și invită pe mesageri să ia o gustare. Pe măsură ce mănâncă, din toiagul de alun cresc trei lăstari: doi se ofilesc, iar cel de-al treilea devine mare și puternic. Acesta este semnul că va exista întotdeauna un singur conducător din familia sa, explică Přemysl mesagerilor. Apoi își împachetează și ia cu el pantofii din bast, care au menirea să-i amintească lui și succesorilor lui de originile lor umile, apoi îi însoțește pe mesageri la castelul lui Libuše, unde are loc nunta.
Versiunea populară a legendei lui Alois Jirásek urmează în mare parte versiunea cronicarului Cosma. În plus, el îl consideră pe Přemysl un membru al familiei Lemuzen care, conform tradiției, era una dintre cele 13 familii slave ce trăiau în Boemia alături de cehi în Evul Mediu timpuriu. Jirásek extinde și motivul plugului: Libuše cerea să i se aducă „un bărbat care mănâncă la o masă de fier” ceea ce ar semnifica ospățul oferit de Přemysl mesagerilor, lângă plug.
În nordul Boemiei, pe Câmpia Regelui (Královské pole) la vest de Řehlovice, există un monument care comemorează legenda plugarului Přemysl.